# Шевалье де Мезон-Руж (роман)
«Шевалье́ де Мезо́н-Руж» — роман Александра Дюма, написанный в соавторстве с Огюстом Маке и впервые опубликованный в 1846 году. На его основе позже была написана одноимённая пьеса.

## Сюжет
Действие происходит в 1793 году. Заговорщики пытаются спасти от казни королеву Марию-Антуанетту. Роман заканчивается трагически: Арман совершает самоубийство под эшафотом во время казни королевы, его невольные соучастники Морис, Лорен и Женьевьева погибают на гильотине.
Роман принадлежит к серии книг Александра Дюма о Великой французской революции и зачастую связывается с серией «Записки врача», хотя прямо к ней не относится: герой, Арман де Мезон-Руж носит ту же фамилию, что и герой романа «Жозеф Бальзамо» Филипп де Таверне де Мезон-Руж, но о родстве с ним Армана в книге ничего не говорится. Прототипом главного героя послужил французский дворянин Александр де Ружвиль (фр. Alexandre de Rougeville): в романе описан так называемый «заговор гвоздик» (Complot de l'œillet), в котором он принимал участие.

## Адаптации
- Шевалье де Мезон-Руж — пьеса Александра Дюма по мотивам романа.
- 1914 — Шевалье де Мезон-Руж[фр.]*, Франция, режиссёр Альбер Капеллани, в главной роли Поль Эскофье[фр.]

В 1963 во Франции режиссером Клодом Барма был снят одноименный сериал. В главной роли Жан Десайи.